# Бесчастнов, Александр Георгиевич
Александр Георгиевич Бесчастнов (14 апреля 1957 — 12 сентября 2001) — советский и российский лётчик. Герой Российской Федерации (2002, посмертно). Заслуженный лётчик-испытатель Российской Федерации (1997).

## Биография

### Ранние годы
Александр Георгиевич Бесчастнов родился 14 апреля 1957 года в городе Иркутске, административном центре Иркутской области РСФСР СССР (ныне город, областной центр Российской Федерации). Русский. В Советской Армии А. Г. Бесчастнов с 1974 года. После окончания Качинского высшего военного авиационного училища лётчиков в 1978 году служил в строевых частях военно-воздушных сил СССР. В запас Александр Георгиевич уволился в 1985 году в звании старшего лейтенанта. 

### Работа в авиационной промышленности
В 1986 году окончил Школу лётчиков-испытателей имени А. В. Федотова и начал работать лётчиком-испытателем в Лётно-исследовательском институте. С июля 1986 года — он также инструктор этой Школы лётчиков-испытателей ЛИИ.
Бесчастнов проводил испытания по программам института, включая исследование самолётов разных типов машин на устойчивость, управляемость, прочность, большие углы атаки и штопор. Ему довелось работать на летающих лабораториях Су-27ПС, Су-30 и МиГ-29ЛЛ, испытывать опытные образцы китайского учебно-боевого реактивного самолёта Hongdu JL-8, отрабатывать режимы дозаправки маневренных самолётов в воздухе. С начала 1990-х годов входил в пилотажную группу, демонстрировавшую образцы российской военной авиационной техники на зарубежных авиасалонах.
Лётное происшествие на авиашоу в честь 75-летия британских ВВС на авиабазе Фэрфорд едва не поставило крест на карьере лётчика-испытателя Бесчастнова. При выполнении лётчиками Бесчастновым и Тресвятским двойной петли столкнулись в воздухе два МиГ-29. Происшествие обошлось без жертв, но Бесчастнова на несколько лет отстранили от серьёзной работы. Лишь в 1997 году его включили в группу лётчиков-испытателей высотного самолёта М-55 «Геофизика», на котором он совершил ряд полётов по программе исследования верхних слоёв атмосферы. В том же 1997 году указом Президента Российской Федерации № 1343 от 18 декабря 1997 года Бесчастнову было присвоено почётное звание «Заслуженный лётчик-испытатель Российской Федерации». 
В 1999—2000 годах на самолёте М-55 Бесчастнов совершил ряд полётов в районы Атлантики, Антарктиды, Огненной Земли и Сейшельских островов. Осенью 2000 года вместе с лётчиком-испытателем Героем России А. Ю. Гарнаевым Александр Георгиевич принимал участие в лётном эксперименте, осуществлённом в рамках проводимого Межгосударственным авиационным комитетом (МАК) расследования причин катастрофы пассажирского самолёта Як-40, в которой погиб известный российский журналист Артём Боровик.

### Гибель
В рамках разработки ОКБ Мясищева ближнемагистрального пассажирского самолёта М-101Т «Гжель» его сертификационные заводские испытания проводились с ноября 2000 года. 12 сентября 2001 года экипаж в составе командира О. А. Щепеткова и второго пилота А. Г. Бесчастнова выполнял очередной испытательный полёт с аэродрома «Раменское». Согласно полётному заданию лётчикам предстояло разогнать самолёт до расчётной скорости пикирования. Достигнув высоты около 3 километров экипаж начал снижение с одновременным разгоном. По достижении скорости 435 км/ч и высоты 2,2 километра в результате флаттера произошёл отрыв обеих поверхностей руля высоты. Неуправляемый по тангажу самолёт стал терять высоту, и экипаж принял решение покинуть аварийную машину. Согласно штатной технологии аварийного покидания через одну (левую) дверь кабины самолёта командир Щепетков первым покинул самолёт для освобождения прохода второму пилоту. Следом должен был прыгать Бесчастнов, но, предположительно, в последний момент он заметил, что неуправляемый самолёт может рухнуть на посёлок Петровское, поэтому он продолжил попытки управления самолётом для ухода в сторону от посёлка и попытался посадить почти неуправляемую машину. Самолёт аварийно приземлился в восьми километрах от аэродрома вылета, спасатели эвакуировали ещё живого лётчика с места катастрофы, но от полученных множественных травм он скончался в вертолёте по дороге в больницу.
Указом Президента Российской Федерации № 709 от 9 июля 2002 года за мужество и героизм, проявленные при испытании авиационной техники Бесчастнову присвоено звание Героя Российской Федерации (посмертно). Похоронен А. Г. Бесчастнов на кладбище Островцы Московской области.

## Награды и звания
- Герой Российской Федерации (09.07.2002, посмертно)
- Заслуженный лётчик-испытатель Российской Федерации (18.12.1997)

## Память
- Мемориальная доска памяти А. Г. Бесчастнова установлена в Жуковском на д. 6 по ул. Гагарина, где он жил
- На месте гибели А. Г. Бесчастнова установлен памятный знак (55°29′25″ с. ш. 38°19′03″ в. д.HGЯO)

## Документы
- Указ президента Российской Федерации от 09.07.2002 № 709 о награждении государственными наградами Российской Федерации.
- Указ О награждении государственными наградами Российской Федерации. Архивировано 17 декабря 2012 года.